# Miguel Trovoada
Miguel Trovoada, född 27 december 1936, är en saotomeansk politiker, São Tomé och Príncipes första premiärminister åren 1975–1979 och dess första demokratiskt valda president 1991–2001.
Under Trovoadas tid som premiärminister var han medlem av socialistiska Movimento de Libertação de São Tomé e Príncipe, som då var det enda tillåtna politiska partiet i landet. Relationen mellan Trovoada och president Manuel Pinto da Costa blev emellertid allt sämre, och 1979 avskaffade da Costa premiärministerposten. Några månader senare anklagades Trovoada för att ha smitt ränker mot presidenten, och efter att ha suttit fängslad i 21 månader gick han i exil i Frankrike.
Sedan São Tomé och Príncipe fått en demokratisk konstitution återvände han i maj 1990, och i presidentvalet 1991 ställde han upp som oberoende kandidat. När alla motståndare drog sig tillbaka valdes Trovoada till president. År 1994 var han en av de som grundade Acção Democrática Independente. Vid en kupp 1995 blev han tillfälligt avsatt som president, men han kunde ganska snabbt återuppta sin post. 1996 blev han omvald som president, och satt i fem år till innan han 2001 efterträddes av Fradique de Menezes.
Hans son Patrice Trovoada har också varit premiärminister i landet.